# Dmitrij Grigor'evič Bogrov
Dmitrij Grigor'evič Bogrov, pseudonimo di Mordko Gerškovič (in russo Дмитрий Григорьевич Богров?; Kiev, 10 febbraio 1887 – Kiev, 25 settembre 1911), è stato un rivoluzionario russo, noto per essere l'assassino del primo ministro Stolypin.

## Biografia
Bogrov nasce il 10 febbraio 1887 (si fa riferimento al calendario gregoriano) a Kiev, figlio di una rispettabile e nota famiglia di ebrei convertiti, nipote dell'autore di testi di cultura ebraica Gregorii Isakoviich Bogrov (1825-1885). Dall'inizio del 1901, e poi anche per l'anno seguente, inizia a frequentare circoli democratici rivoluzionari e a nutrire simpatie verso la causa rivoluzionaria e verso i socialisti rivoluzionari. Questo suo interesse viene alimentato anche dal fratello, già membro del Partito Socialdemocratico.
Dopo gli studi all'Università di Monaco, nel 1905, tenta di tornare in patria preoccupato dalla rapida diffusione dei pogrom, dovuta all'errata ma ampiamente diffusa convinzione che gli ebrei fossero fuorilegge. I suoi genitori gli negano però il passaporto, nonostante i suoi 19 anni; tornerà a Kiev solo l'anno successivo. Rientrato in patria, mentre frequenta l'università, entra in contatto con il colonnello Kuliabko e successivamente aderisce alla polizia segreta, assumendo l'incarico di informatore, mosso dalle difficoltà finanziarie e dalla sua disillusione nei confronti dei rivoluzionari incontrati a Monaco.
Diventa quindi membro in incognito di un gruppo anarchico di Kiev, al fine di raccogliere informazioni in merito alle loro intenzioni. Nessuno tra gli anarchici pare accorgersi del suo coinvolgimento in affari di polizia sino al 1908, anno in cui i sospetti di Ivan Knizhnik lo obbligano ad allontanarsi per non essere scoperto. Successivamente entra in contatto con Lazarev, un leader dei socialisti rivoluzionari, perché lo aiuti a ottenere dal partito l’approvazione e gli aiuti necessari per assassinare di Stolypin, gesto che desiderava compiere per motivi personali e ideologici. Tuttavia il modo di agire di Bogrov insospettisce Lazarev, che decide di rifiutare la sua proposta, dopo averne discusso col Partito stesso.
Bogrov decide quindi di lasciare la città e spostarsi a Nizza, in Francia; proprio in questo periodo Lazarev viene arrestato. Una volta tornato a Kiev, Bogrov scopre di essere stato giudicato colpevole per delle azioni svolte in passato e condannato a morte dal tribunale del partito anarchico: decide quindi di compiere l’attentato prima della data in cui sarebbe stato a sua volta ucciso. Nel giorno prescelto si svolge l'opera lirica La fiaba dello zar Saltan al Teatro dell'Opera di Kiev a cui assistono i membri della famiglia reale e alti funzionari, tra cui proprio Stolypin. Nonostante tutte le misure che vengono messe in atto per garantire la sicurezza e non permettere l’ingresso a persone non autorizzate, Bogrov, che sapeva di poter trovare lì la sua vittima, riesce comunque ad intrufolarsi. Furbescamente, Bogrov aveva anche sparso la notizia di un falso attentato allo zar, che sarebbe stato programmato proprio per quella sera, in modo che la polizia si concentrasse su Nicola II; in questo modo l’attentatore raggiunge inosservato il posto di Stolypin e quando è a due o tre passi di distanza da lui tira fuori di tasca la rivoltella e spara due colpi in rapida successione, colpendolo al braccio e al petto.
A descrivere meglio la scena sono le parole dello zar Nicola II riguardo l’accaduto (scritte in una lettera destinata alla madre): «avevamo appena lasciato i nostri posti per il troppo caldo quando abbiamo sentito due rumori, come se fosse caduto qualcosa [...]. Dal balcone ho visto sulla destra un gruppo di ufficiali e altre persone. Sembrava stessero trascinando qualcuno: le donne stavano urlando e Stolypin era nella platea esattamente davanti a me. Ha girato lentamente il capo verso di noi e, con la sua mano sinistra, ha fatto il segno della croce in aria. Solo allora ho notato che era molto pallido e che la mano destra e l’uniforme erano ricoperte di sangue. Mentre Stolypin era scortato fuori dal teatro, c’era un gran rumore presso il corridoio della nostra area privata; le persone stavano cercando di linciare l’assassino. Sono amareggiato di ammettere che la polizia l’ha salvato».
La gente inizia a farsi prendere dal panico, ignara di cosa realmente stesse accadendo, mentre il colonnello delle forze di polizia Ivanov strappa la pistola dalla mano di Bogrov e riesce a tirarlo via dalla folla prima che subisse gravi ferite e a portarlo al buffet del teatro per l'interrogatorio preliminare. Stolypin invece, non essendo munito di giubbotto antiproiettile, dopo aver affermato di essere fiero di morire per lo zar e aver fatto il segno della croce in direzione di quest’ultimo, viene trasferito alla clinica Makovsky, dove morirà quattro giorni dopo.
Bogrov dice di essere stato minacciato dai rivoluzionari perché avevano scoperto che aveva agito come agente provocatore; la divulgazione della sua attività di polizia sarebbe stata per lui «peggio della morte». Il 19 settembre 1911, una corte marziale da campo, condotta a porte chiuse, dichiara Bogrov colpevole dell'assassinio del presidente del Consiglio dei ministri e lo condanna all’impiccagione.

## Bogrov nella letteratura
In Agosto 1914 romanzo di Aleksandr Isaevič Solženicyn, pubblicato nel 1971, l’autore tratta della sconfitta dell’esercito imperiale russo presso Tannenberg. In seguito, in occasione della ristampa del libro nel 1984 vengono pubblicati dei nuovi capitoli nei quali vengono descritti eventi successivi alla battaglia di Tannenberg, alcuni di questi riguardanti i personaggi di Pyotr Arkadyevich Stolypin e Dmitry Grigoriyevich Bogrov.
Solženicyn, nella trattazione dei due personaggi, presenta un nuovo punto di vista in cui, a differenza di quanto viene riportato nei miti rivoluzionari, i ruoli vengono invertiti. Stolypin non viene demonizzato mentre la figura di Bogrov non è più rappresentata come quella del liberatore del popolo russo; infatti egli risulta un personaggio sinistro e misterioso che viene di conseguenza isolato dagli altri rivoluzionari. Uno tra questi, Darnickij, descrive Bogrov come un uomo poco socievole e alienato nei confronti degli altri moti rivoluzionari.